# Pandanus nitidus
Pandanus nitidus är en enhjärtbladig växtart som först beskrevs av Friedrich Anton Wilhelm Miquel, och fick sitt nu gällande namn av Wilhelm Sulpiz Kurz. Pandanus nitidus ingår i släktet Pandanus och familjen Pandanaceae. Inga underarter finns listade.